# فن جزيري

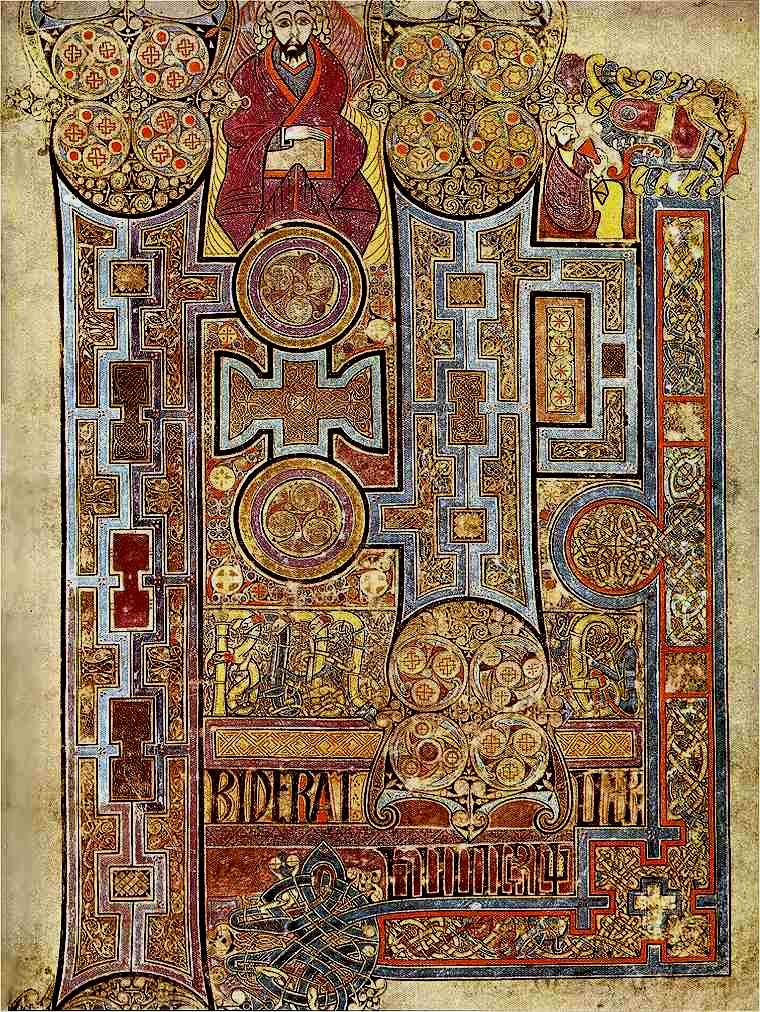
هذه الصفحة (folio 292r) من كتاب كيلز يحتوي على النص المزخرف الذي يفتتح إنجيل يوحنا.

الفن الجزيري، والمعروف أيضًا بفن الهايبر - ساكسوني، هو أسلوب الفن المنتج في التاريخ ما بعد الروماني في بريطانيا وجزيرة أيرلندا. المصطلح مشتق من كلمة إنسولا، وهي المصطلح اللاتيني لـ «الجزيرة»؛ اشتركت بريطانيا وجزيرة أيرلندا في هذه الفترة، في أسلوب مختلف إلى حد كبير عن بقية أوروبا. يصنف مؤرخو الفن عادةً الفن الجزيري كجزء من حركة فن عصر الهجرات والفن الغربي في العصور الوسطى المبكرة، فهو مزيج من هذين الأسلوبين وهذا ما منحه طابعًا خاصًا.
نشأت معظم الفنون الجزيرية من حركة البعثة الهايبرنية الاسكتلندية للمسيحية الكلتية، أو من الأعمال المعدنية للنخبة العلمانية، وبدأت هذه الفترة في نحو عام 600 قبل الميلاد مع مزيج من الأنماط الكلتية والأنجلوساكسونية. إحدى السمات المميزة الرئيسية هي الزخرفة المتشابكة، وخاصةً التي وُجدَت في ساتون هوو، في شرق أنجليا. تُطبَّق هذه الزخرفة الآن على تزيين أنواع جديدة من الأشياء التي نُسخت من عالم البحر الأبيض المتوسط ، وخاصة المخطوطات أو الكتب.
أنهت توسعات الفايكنغ في أواخر القرن الثامن أفضل فترة من هذا الفن من خلال تعطيل المراكز الرهبانية والحياة الأرستقراطية. من المفترض أن هذه الأعمال الفنية قد توقفت بعد كتاب كيلز، ولم يُعثر على أي كتاب إنجيلي آخر مشابه لروائع القرن الثامن. اندمج الفن الجزيري في إنجلترا مع الفن الأنجلوساكسوني في نحو عام 900 قبل الميلاد، بينما استمر في جزيرة أيرلندا حتى القرن الثاني عشر، ثم دُمِج مع الفن الرومانسكي. تُعتبر كل من جزيرة أيرلندا واسكتلندا ومملكة نورثمبريا في شمال إنجلترا من أهم المراكز، ولكن عُثرَ أيضًا على أمثلة له في المراكز التي أُسِّست من قبل البعثة الهايبرنية الاسكتلندية والبعثات الأنجلوسكسونية، مثل: جنوب إنجلترا وويلز وقارة أوروبا، خاصةً في بلاد الغال (فرنسا الحديثة). أثر الفن الجزيري على جميع فنون العصور الوسطى اللاحقة، وخاصة في العناصر الزخرفية للمخطوطات الرومانية والقوطية.
تُعد المخطوطات المزخرفة والأعمال المعدنية والمنحوتات الحجرية، خاصة الصلبان الحجرية الأمثلة الأساسية الناجية من الفن الجزيري. كانت الأسطح مزينة بنقوش معقدة، دون أي محاولة لإعطاء انطباع بالعمق أو الحجم. من أفضل الأمثلة: كتاب كيلز وأناجيل ليندسفارن وكتاب دورو، والبروش مثل: بروش تارا. كانت صفحات السجاد سمة مميزة للمخطوطات، على الرغم من أن جداول يوسيبيان الكنسية والمنمنمات التصويرية، خاصة البورتريه الإنجيلية، كانت شائعة أيضًا.

## استخدام المصطلح
اشتُقَّ المصطلح نتيجة استخدامه للخط الجزيري، وأُشير إليه لأول مرة في عام 1908 في قاموس أكسفورد الإنجليزي، واستُخدم أيضًا لمجموعة اللغات الكلتية الجزيرية من قِبل اللغويين. استُخدم بدايةً لوصف أنماط الزخرفة في المخطوطات، والتي هي بالتأكيد أكثر الأنواع الباقية والمُميِّزة لهذا النمط، وهي تستخدم الآن على نطاق أوسع عبر جميع الفنون. وتمتلك ميزة الاعتراف بتوحد الأنماط في جميع أنحاء بريطانيا وجزيرة أيرلندا، مع تجنب استخدام مصطلح الجزر البريطانية، وهو موضوع حساس في جزيرة أيرلندا، وكذلك النقاش حول أصول هذا الأسلوب، ومكان إنشاء بعض الأعمال، التي وُجدَت في القرن العشرين، وقد أُعيدَ إحياؤها في القرن الحادي والعشرين.
تميز بعض المصادر ما بين «الفترة الأوسع بين القرنين الخامس والحادي عشر، من رحيل الرومان إلى بدايات الطراز الرومانسكي» و «المرحلة الأكثر تحديداً من القرنين السادس إلى التاسع، بين التنصير ومستوطنات الفايكنغ». يقول تشارلز رينالد دودويل، من جهة أخرى، أنه في جزيرة أيرلندا «استمر الأسلوب الجزيري دون أي عوائق تقريبًا حتى غزو نورمان لأيرلندا في عام 1170؛ وفي الواقع، بقيت أمثلة شاهدة عليه حتى أواخر القرن الثالث عشر والرابع عشر».

## وصلات خارجية
- الفن الإيرلندي في العصور الوسطى المبكرة
- مقالة عن أصل الديكورات المتشابكة